# Kreis Kecskemét
Der Kreis Kecskemét (ungarisch Kecskeméti járás) ist ein Kreis im Norden des Komitats Bács-Kiskun in Ungarn. Er entstand nach Auflösung der Kleingebiete (ungarisch Kistérség) Anfang 2013 als Nachfolger des Kleingebiets Kecskemét (ungarisch Kecskeméti Kistérség) (14 Gemeinden) und der durch 2 Gemeinden aus dem Kleingebiet Kiskunfélegyháza (ungarisch Kiskunfélegyházai Kistérség) noch erweitert wurde. Der Kreis grenzt im Norden an das Komitat Pest. Kreissitz ist die größte Stadt Kecskemét, die zugleich Komitatsrecht besitzt (ungarisch Megyei jogú város).

## Gemeindeübersicht
| Gemeinde        | Status                  | Herkunft Kleingebiet | Einwohnerzahl | Einwohnerzahl | Einwohnerzahl | Fläche     | Bevölkerungs- dichte (Ew./km²) |
| Gemeinde        | Status                  | Herkunft Kleingebiet | 01.10.2011    | 01.01.2013    | 01.01.2016    | 01.01.2016 | Bevölkerungs- dichte (Ew./km²) |
| --------------- | ----------------------- | -------------------- | ------------- | ------------- | ------------- | ---------- | ------------------------------ |
| Ágasegyháza     | Gemeinde                | Kecskemét            | 1.893         | 1.908         | 1.880         | 55,87      | 33,6                           |
| Ballószög       | Gemeinde                | Kecskemét            | 3.260         | 3.368         | 3.504         | 35,00      | 100,1                          |
| Felsőlajos      | Gemeinde                | Kecskemét            | 888           | 862           | 891           | 11,41      | 78,1                           |
| Fülöpháza       | Gemeinde                | Kecskemét            | 834           | 841           | 858           | 47,06      | 18,2                           |
| Fülöpjakab      | Gemeinde                | Kiskunfélegyháza     | 1.147         | 1.164         | 1.123         | 23,16      | 48,5                           |
| Helvécia        | Großgemeinde            | Kecskemét            | 4.451         | 4.440         | 4.540         | 56,47      | 80,4                           |
| Jakabszállás    | Gemeinde                | Kecskemét            | 2.591         | 2.646         | 2.582         | 70,86      | 36,4                           |
| Kecskemét       | Stadt mit Komitatsrecht | Kecskemét            | 111.411       | 111.863       | 111.724       | 322,57     | 346,4                          |
| Kerekegyháza    | Stadt                   | Kecskemét            | 6.284         | 6.354         | 6.470         | 81,28      | 79,6                           |
| Kunbaracs       | Gemeinde                | Kecskemét            | 613           | 622           | 627           | 55,11      | 11,4                           |
| Kunszállás      | Gemeinde                | Kiskunfélegyháza     | 1.665         | 1.691         | 1.681         | 20,85      | 80,6                           |
| Ladánybene      | Gemeinde                | Kecskemét            | 1.620         | 1.597         | 1.579         | 40,74      | 38,8                           |
| Lajosmizse      | Stadt                   | Kecskemét            | 11.050        | 11.188        | 11.342        | 164,66     | 68,9                           |
| Nyárlőrinc      | Gemeinde                | Kecskemét            | 2.300         | 2.319         | 2.339         | 66,36      | 35,2                           |
| Orgovány        | Gemeinde                | Kecskemét            | 3.318         | 3.377         | 3.357         | 99,16      | 33,9                           |
| Városföld       | Gemeinde                | Kecskemét            | 2.156         | 2.173         | 2.130         | 61,65      | 34,5                           |
| Kreis Kecskemét |                         |                      | 155.481       | 156.413       | 156.627       | 1.212,21   | 129,2                          |